# Tin Machine
Tin Machine war eine Rockband und bestand aus David Bowie (Gesang, Gitarre), Reeves Gabrels (Gitarre) sowie den Brüdern Hunt Sales (Schlagzeug, Gesang) und Tony Sales (E-Bass, Gesang).

## Bandgeschichte
Die Band wurde Anfang 1989 gegründet. Ihr Debütalbum Tin Machine erreichte in UK Position 3, in den US Platz 28, in DE Position 13 und in AT Position 19. Doch mit ihrem zweiten Studioalbum Tin Machine II hatten sie nur mäßigen Erfolg (Platz 23 in UK, Platz 126 in US und Platz 25 in AT). Allerdings schaffte es die Singleauskopplung You Belong in Rock N’ Roll in UK noch auf Platz 33.
Ihr Livealbum Live – Oy Vey, Baby war ein Misserfolg, und Pläne für ein zweites Livealbum, das den Namen Use Your Wallet tragen sollte, wurden beiseitegelegt. Der Name für das Livealbum ist aus einem Wortspiel mit dem Erfolgsalbum Achtung Baby von U2 entstanden. Diese Idee stammte von Hunt Sales. Als David Bowie ab 1992 an seinem Soloalbum Black Tie, White Noise arbeitete, hörte die Band auf zu existieren.

## Diskografie

### Alben
- 1989: Tin Machine
- 1991: Tin Machine II
- 1991: Live – Oy Vey, Baby

### Singles
- 1989: Under the God (nur UK und US)
- 1989: Heaven’s in Here (nur US)
- 1989: Maggie’s Farm (Live, nur UK)
- 1989: Prisoner of Love (nur US und CH)
- 1991: You Belong in Rock N'Roll
- 1991: One Shot (nur UK, US, AU und JP)
- 1991: Baby Universal (nur DE, UK und JP)
- 1992: Radio Session (nur JP)

### Videoalben
- 1992: Oy Vey, Baby – Live in Hamburg